# Odnowicielstwo
Odnowicielstwo (ros. Обновленчество) – ruch w Rosyjskim Kościele Prawosławnym domagający się gruntownych reform w obrzędowości i prawie kanonicznym Kościoła prawosławnego. Początkowo miał charakter oddolny i wiązał się z żywą na początku XX wieku dyskusją o przyszłości prawosławia w Rosji, w dalszej fazie swojego istnienia został wykorzystany przez władze do walki z religią, silnie infiltrowany przez radzieckie służby specjalne.
Jako synonim pojęcia odnowicielstwo wielokrotnie stosowany jest termin Żywa Cerkiew (ros. Живая Церковь), który odnosi się w rzeczywistości tylko do jednego ze związków wyznaniowych wysuwających tego typu postulaty. Nie należy zatem wszystkich odnowicieli uznawać za członków Żywej Cerkwi.
Odnowicielstwo traktowane jest przez Rosyjski Kościół Prawosławny jako ruch heretycki. W ten sposób oceniane są wszystkie nurty istniejące w jego obrębie – już w 1923 w obrębie ruchu dało się wyróżnić trzy grupy o wyraźnie odmiennych celach i metodach działania. Były to: Żywa Cerkiew ks. Władimira Krasnickiego, skupiająca się na postulatach o małżeństwie duchownych, Związek Wspólnot Dawnego Kościoła Apostolskiego, na czele którego stał ks. Aleksander Wwiedienski, oraz Związek na rzecz Odnowy Cerkwi z biskupem Antoninem (Granowskim), skupiający się na żądaniach reform w liturgice.

## Historia

### Ruch oddolny
Na początku XX wieku wśród rosyjskich intelektualistów toczyła się żywa dyskusja nt. teraźniejszości i przyszłości Rosyjskiego Kościoła Prawosławnego, w szczególności skutków jego podległości administracji carskiej. Coraz szerszą popularność zdobywało stanowisko, iż Cerkiew musi odzyskać formalną niezależność, by móc w pełni realizować swoje cele. Symbolem tego nurtu stała się działalność grupy 32.
W marcu 1917, po rewolucji lutowej, grupa kleryków i kapłanów z Petersburga (Iwan Jegorow, Aleksandr Bojarski, Aleksandr Wwiedeński) powołała Związek Demokratycznego Duchowieństwa i Świeckich, który odwoływał się do idei socjalizmu i starał się połączyć je z modelem życia chrześcijańskiego. Podobne stowarzyszenia zaczęły powstawać również w innych miastach, przyciągając zarówno świeckich, jak i przedstawicieli duchowieństwa. Wielu z nich, mimo zdecydowanych protestów patriarchy Tichona uznało rewolucję październikową za wydarzenie pozytywne, znoszące w Rosji wyzysk i różnice społeczne, i zadeklarowało wierność wobec nowego rządu, mimo akcentów ateistycznych w pismach i wypowiedziach jego przywódców.

### Wyższa Administracja Cerkiewna
Postulaty tworzącego się w ten sposób ruchu zainteresowały WCzK, która równocześnie przystąpiła do aresztowań hierarchów prawosławnych. W 1922 uwięziony został metropolita piotrogrodzki Beniamin (Kazanski), następnie patriarcha Tichon i wyznaczony przezeń na zastępcę metropolita jarosławski i rostowski Agatangel (Prieobrażenski). W tej sytuacji za przyzwoleniem władz zwolennicy reform w Cerkwi przejęli czołowe stanowiska w jej hierarchii. Emerytowany biskup Antonin (Granowski) został w 1922 „metropolitą moskiewskim”, który to niekanonicznie uzyskany tytuł został natychmiast potwierdzony przez rząd radziecki, mimo protestów będących na wolności biskupów. Skupiona wokół niego grupa określała się odtąd jako Wyższa Administracja Cerkiewna.
Rząd nadal jednak popierał ruch, zezwalając na przejmowanie kolejnych cerkwi i klasztorów, jak również zachęcając żonatych (a więc niemających możliwości awansu w hierarchii kościelnej) do organizowania nowych organów władzy kościelnej w swoich eparchiach, co prowadziło do powstawania dwóch równoległych administracji prawosławnych – kanonicznej i związanej z Żywą Cerkwią. W rezultacie tych działań w do lata 1922 ponad 20 biskupów prawosławnych uznało Wyższą Administrację Cerkiewną za legalną organizację i zgodziło się na przejęcie przez jej przedstawicieli najważniejszych obiektów sakralnych w Rosji.
Jeszcze przed organizacją własnego „soboru” zwolennicy odnowicielstwa rozszerzyli zezwolenie na zawieranie związków małżeńskich, pozwalając na nie zakonnikom, biskupom oraz księżom-wdowcom. Wycofali również zakaz wyboru żonatych księży na wyższe stanowiska w Cerkwi i zaczęli wprowadzać te postanowienia w życie, wielokrotnie powodując tym samym protesty konserwatywnie nastawionych wiernych.

### „II Wszechrosyjski Sobór”
W dniach 29 kwietnia – 8 maja 1923 w Moskwie zebrał się II Wszechrosyjski Sobór, który potwierdził wprowadzone zmiany w prawie kanonicznym i uznał struktury związane z Wyższą Administracją Cerkiewną za jedyne legalne organizacje prawosławne w ZSRR. Sobór ogłosił również wykluczenie patriarchy Tichona z Kościoła prawosławnego i pozbawienie go statusu duchownego z powodu jego nieprzychylnego stosunku do bolszewików. Kolejnym zarządzeniem zjazdu było zniesienie Patriarchatu Moskiewskiego i powrót do nieprecyzyjnie określanego „kolegializmu”.
Przebieg zjazdu nie spełniał wymogów prawa kanonicznego i nie został uznany za ważny ani przez patriarchę Tichona, ani za pozostających po jego stronie wiernych i kler. W czerwcu 1923 uwolniony pod naciskiem międzynarodowym Tichon potępił wszystkie zarządzenia „odnowicieli” jako nieważne i niezgodne z prawem kanonicznym. Dwa miesiące później sobór potwierdził to stanowisko. Spotkało się to ze spontaniczną odpowiedzią wiernych, którzy zaczęli przejmować cerkwie przejęte przez „odnowicieli” na rzecz „tichonowców”, zaś część kapłanów, którzy poparli reformy, oficjalnie wróciła do Rosyjskiej Cerkwi Prawosławnej. W tym samym czasie „metropolita Moskwy” Granowski został zmuszony do ustąpienia i ponownego przyjęcia tytułu biskupa, którym się dotąd posługiwał. Granowski stanął na czele Związku na rzecz Odnowy Cerkwi i objął sprzyjającą mu parafię w Moskwie. Wprowadził w niej szereg liturgicznych zmian, które miały zaadaptować obrzędowość prawosławną do zmienionych warunków historycznych. Zrezygnował z ikonostasu i przesunął ołtarz główny na środek nawy cerkiewnej, a nabożeństwa odprawiał w języku rosyjskim zamiast cerkiewnosłowiańskiego. Ostatecznie jednak Granowski zerwał również z ruchem odnowicielskim, który jego zdaniem zerwał z własnymi ideałami i stał się narzędziem w rękach ateistycznych władz. W 1927 zmarł, nadal uznany za heretyka przez Rosyjską Cerkiew Prawosławną.

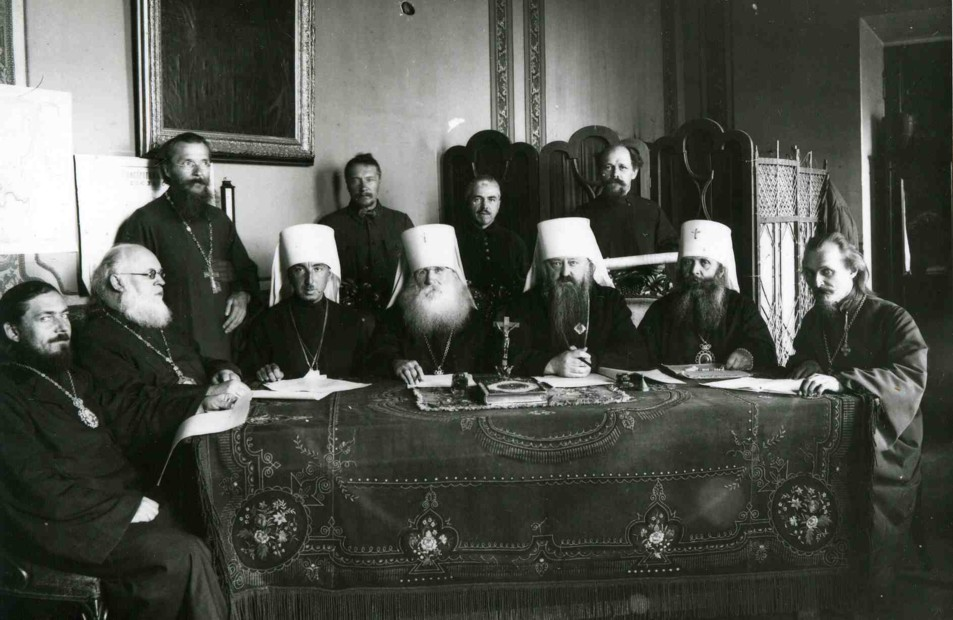
Posiedzenie odnowicielskiego „Świętego Synodu”. 1926 rok. Siedzą: Jerzy Żuk, Jan Dobronrawow, Aleksander Wwiedienski, Beniamin (Muratowski), Serafin (Rużencew), Aleksy (Bażenow) i Paweł Krasotin

Działacze Żywej Cerkwi podjęli również reformy w systemie szkolenia duchowieństwa, a w czasie swojego II Soboru podjęli kontakty ze swoimi zwolennikami za granicą – podobne ruchy, inspirowane działaniami Rosjan, pojawiły się w Patriarchacie Konstantynopolitańskim oraz Aleksandryjskim

### Upadek Żywej Cerkwi
Pod koniec lat 20. XX wieku locum tenens Patriarchatu Moskiewskiego metropolita Sergiusz (Stragorodski) rozpoczął starania o uznanie struktur cerkiewnych przez władze stalinowskie. Zadeklarował całkowitą lojalność prawosławnych wobec rządu, wobec czego ten uznał ważność Synodu zorganizowanego przez prawosławnych biskupów. W tej sytuacji gwałtownie tracąca na popularności Żywa Cerkiew i inne nawiązujące do programu odnowicielskiego związki wyznaniowe przestała być potrzebne. W kolejnej dekadzie liczba popierających ruch nadal spadała; aby utrzymać chociaż dotychczasowych wiernych, kler popierający do tej pory reformy zaczął upodabniać liturgię i prawo Żywej Cerkwi do tradycyjnych, obowiązujących w Rosyjskim Kościele Prawosławnym (zachowano jedynie zmiany dotyczące małżeństw księży). Trudno jest ocenić, na ile w tym okresie ruch odnowicielski był jeszcze organizowany przez dawny kler prawosławny, na ile zaś pozostawał pod kontrolą NKWD, które stale prowadziło jego aktywną infiltrację.
W 1934, mimo wcześniejszych tendencji upodabniania się do Cerkwi „tichonowskiej”, kolejny Synod Żywej Cerkwi ogłosił Rosyjską Cerkiew Prawosławną organizacją heretycką i ostatecznie potwierdził zerwanie z nią wszelkiej więzi. Główny inicjator tego kroku, metropolita Leningradu Mikołaj (Płatonow) w 1938 zerwał całkowicie z religią i stał się wiodącym propagandystą ateizmu. Ostatecznym ciosem dla „odnowicieli” była ugoda zawarta między rządem a Kościołem prawosławnym w 1941, kiedy większość dotychczasowych zwolenników Żywej Cerkwi ostatecznie wróciła do struktur, na czele których stał metropolita, a następnie patriarcha Sergiusz.
W 1943 Żywa Cerkiew posiadała nadal jedynie 13 hierarchów oraz 10 popierających ją emerytowanych biskupów. Już w 1945 liczba ta spadła do ogółem trzech biskupów, w tym jednego emerytowanego. Metropolita Moskwy Aleksandr Wwiedeński miał pod swoją kontrolą tylko cerkiew św. Pimena w Moskwie. Jego śmierć 8 czerwca 1946 – bez pogodzenia się z Cerkwią – uznawana jest za ostateczny koniec ruchu.

## Struktura
Żywa Cerkiew nie wytworzyła trwałej struktury administracyjnej. Jej organy wielokrotnie zmieniały nazwę, by wyrazić panujące w ruchu tendencje (początkowo reforma, a następnie upodabnianie się do tradycyjnego prawosławia). Najwyższy, kolegialny organ używał kolejno nazw Wyższa Administracja Cerkiewna, Wyższa Rada Cerkiewna, następnie Święty Synod Cerkwi Prawosławnej w ZSRR. Nieoficjalnym zwierzchnikiem (Żywa Cerkiew podkreślała kolegialność) był obieralny przewodniczący tych instytucji. Od 1933 funkcjonował tytuł „pierwszego hierarchy”, zaś Aleksandr Wwiedeński próbował, bez powodzenia, upowszechnić tytuł patriarchy.

### Zwierzchnicy Żywej Cerkwi
- biskup Leonid (Skobiejew) 1922
- metropolita Antonin (Granowski) 1922–1923
- metropolita Eudokim (Mieszczerski) 1923–1925
- metropolita Beniamin (Muratowski) 1925–1930
- metropolita Witalis (Wwiedienski) przewodniczący Synodu 1930, „pierwszy hierarcha” 1933–1941
- metropolita Aleksander Wwiedienski „pierwszy hierarcha”, patriarcha, 1941–1946